# Брејлофа
Брејлофа (фр. Breuilaufa) насеље је и општина у централној Француској у региону Лимузен, у департману Горња Вијена која припада префектури Белак.
По подацима из 2004. године у општини је живело 127 становника, а густина насељености је износила 27,6 становника/km². Општина се простире на површини од 4,6 km². Налази се на средњој надморској висини од 280 метара (максималној 315 m, а минималној 236 m).

## Демографија
| 1962. | 1968. | 1975. | 1982. | 1990. | 2011. |
| ----- | ----- | ----- | ----- | ----- | ----- |
| 114   | 105   | 100   | 75    | 88    | 152   |

График промене броја становника у току последњих година